# Birger Gerhardsson
Pour les articles homonymes, voir Gerhardsson.
Birger Gerhardsson, né le 26 septembre 1926 à Vännäs et mort le 25 décembre 2013 à Lund, est un théologien, qui a été professeur d'exégèse du Nouveau Testament de l'université de Lund, en Suède. Il est une des figures de l'école d'Uppsala.

## Travaux
Il est l'un des premiers chercheurs à avoir soutenu l'hypothèse que, suivant la formation de la tradition rabbinique, les évangiles étaient le fruit d'une transmission orale : Jésus de Nazareth aurait pratiqué son enseignement en utilisant, à l'instar de l'enseignement de type haggadique, des formules à mémoriser et des formes plus flexibles qu'auraient conservés et transmis ses disciples réunis en un collège exerçant une fonction de régulation de cette transmission. Néanmoins l'hypothèse est débattue, se heurtant notamment au fait que la littérature néotestamentaire ne mentionne aucun devoir de mémorisation des paroles du maître, pas plus que de l'existence d'un tel collège. La précocité de la diversité des traditions interprétatives des paroles de Jésus rend également discutable l'hypothèse, même s'il a pu exister une école de scribes chrétiens attachés à conserver les paroles de Jésus. Par ailleurs, la fixation tant du Talmud que de la Mishna est nettement plus tardive que la fixation des écrits néotestamentaires.
Il est président de la Studiorum Novi Testamenti Societas en 1990.

## Traductions
- Préhistoire des évangiles, (Traduit de l'allemand par A. Liefooghe) Collection « Lire la Bible » N° 48, Cerf, 1978, 128 p.